# Idia gopheri
Idia gopheri là một loài bướm đêm thuộc họ Noctuidae. Nó là loài duy nhất được tìm thấy ở Lake Worth và Port Sewell phía bắc đến Escambia và Liberty Counties ở Florida, but it might also be present ở đông nam Alabama và miền nam Georgia.
Larvae live và feed ở gopher tortoise.